# Dziura w sercu
Dziura w sercu (szw. Ett hål i mitt hjärta) – szwedzko-duński dramat filmowy z 2004 roku w reżyserii Lukasa Moodyssona.
Film miał swoją premierę 10 września 2004 roku na MFF w Toronto. Na ekrany szwedzkich kin wszedł tydzień później, czyli 17 września 2004 roku. Wzbudził liczne kontrowersje ze względu na zawarte w nim obsceniczne sceny, m.in. szczegółowe zbliżenie operacji chirurgicznej pochwy.

## Fabuła
W swoim obskurnym, klaustrofobicznym mieszkaniu Rickard, domorosły twórca filmów porno, kręci nowe dzieło z udziałem kolegi Geko i młodej dziewczyny Tess. Tymczasem nastoletni syn Rickarda, wycofany Eric, stara się odseparować od tego, co dzieje się w pokoju obok, słuchając ostrej muzyki. Jednakże wraz z kręceniem kolejnych scen troje filmowców coraz bardziej traci wszelkie hamulce, a ich zachowania przybierają ekstremalne wymiary.

## Obsada
- Thorsten Flinck – Rickard
- Sanna Bråding – Tess
- Björn Almroth – Erik
- Goran Marjanovic – Geko

## Produkcja
Zdjęcia nakręcono w sierpniu 2003 roku w Trollhättan.